# María Barranco
Dulcenombre de María Magdalena de los Remedios Barranco García (Málaga, 11 de junio de 1961) es una actriz española, ganadora de dos Premios Goya a la mejor interpretación femenina de reparto.

## Biografía
Nació en Málaga, en el hospital Carlos Haya el 11 de junio. Estudió en el IES Los Manantiales (Torremolinos). Comenzó a estudiar Arte Dramático en Málaga, donde participó en diversos grupos teatrales. No tardó en trasladarse a Madrid para debutar en el teatro con La venganza de Don Mendo e incorporarse más tarde como chica de conjunto en la Compañía de Revista de Juanito Navarro.
Su debut cinematográfico se produciría en 1986 con el largometraje Tu novia está loca, de Enrique Urbizu. Pronto, su frescura y calidad de improvisación cautivaron a uno de los directores emergentes de la época de los ochenta, Pedro Almodóvar, quien la contrató para trabajar en Mujeres al borde de un ataque de nervios. La película de Almodóvar se convierte en un gran éxito nacional e internacional, por lo que en 1988 alcanza la fama, convirtiéndose de inmediato en la actriz revelación del momento, reconocimiento que le venía tanto de la mano del público como de la crítica. Es, sin duda alguna, una de las jóvenes intérpretes más cualificadas para la comedia y una de las actrices integradas en el conocido "Chicas Almodóvar". Posteriormente colaboraron juntos en ¡Átame! (1990) y, según confesó la propia actriz, el manchego le ofreció el papel de "La Agrado" en Todo sobre mi madre (1999), interpretado finalmente por Antonia San Juan.
A lo largo de su extensa carrera, ha trabajado con directores de la talla de Jaime Chávarri, Bigas Luna, Pedro Olea o Fernando Fernán Gómez. También ha trabajado en algunos proyectos televisivos, como las series Ellas son así, Señor Alcalde o Ellas y el sexo débil.
Ha colaborado en más de una treintena de películas y su trabajo ha sido recompensado, entre otros, con los siguientes galardones: Premio Goya a la mejor actriz de reparto en 1989, por la película Mujeres al borde de un ataque de nervios y el mismo Premio Goya en 1990 por la película Las edades de Lulú; En el Festival de Cine Negro de Viareggio de 1991 consiguió el premio a la mejor actriz por la película Todo por la pasta y el premio a la mejor actriz en el (Festival de Cine hispano de Miami) de 1996 por la película Bwana, de Imanol Uribe.
Precisamente este último director, Imanol Uribe, fue su esposo, del que se divorció en 2004.

## Filmografía

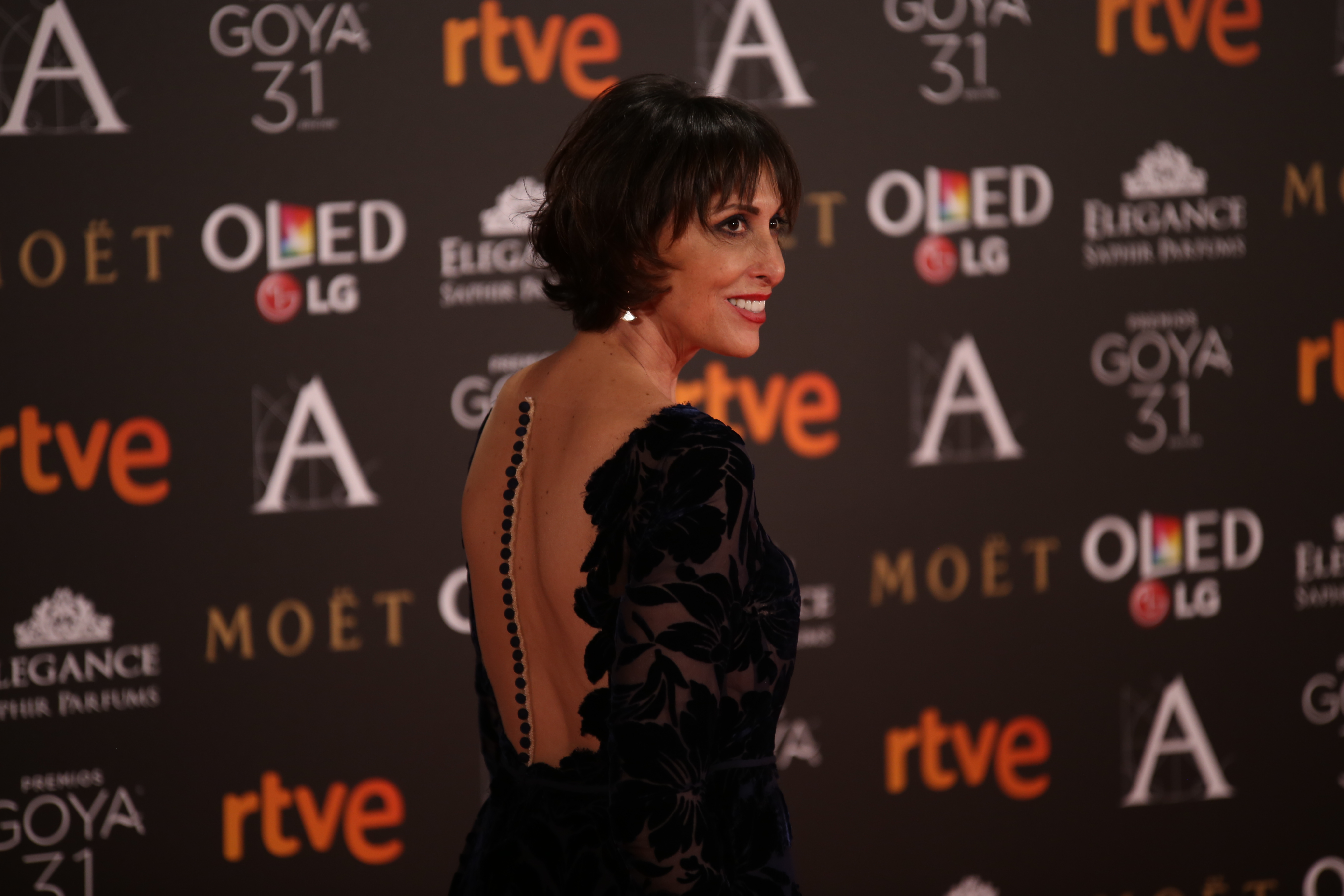
María Barranco en los Premios Goya de 2017.

| Año  | Película                                 | Director                 | Personaje               | Género            | Duración |
| ---- | ---------------------------------------- | ------------------------ | ----------------------- | ----------------- | -------- |
| 1986 | El elegido                               | Fernando Huertas         | Pilar                   | Intriga           | 1h 20m   |
| 1988 | Tu novia está loca                       | Enrique Urbizu           | Nati                    | Comedia           | 1h 27m   |
| 1988 | Mujeres al borde de un ataque de nervios | Pedro Almodóvar          | Candela                 | Drama/Comedia     | 1h 29m   |
| 1989 | Las cosas del querer                     | Jaime Chávarri           | Nena Colman             | Musical           | 1h 39m   |
| 1989 | ¡Átame!                                  | Pedro Almodóvar          | Médica                  | Comedia romántica | 1h 41m   |
| 1989 | Una sombra en el jardín                  | Antonio Chavarrías       | Ana                     | Drama/Thriller    | 1h 32m   |
| 1989 | El baile del pato                        | Manuel Iborra            | Gloria                  | Comedia           | 1h 18m   |
| 1990 | Las edades de Lulú                       | Bigas Luna               | Ely                     | Drama             | 1h 35m   |
| 1990 | Don Juan, mi querido fantasma            | Antonio Mercero          | Doña Inés               | Comedia romántica | 1h 43m   |
| 1991 | El rey pasmado                           | Imanol Uribe             | Lucrecia                | Drama/Romance     | 1h 50m   |
| 1991 | Todo por la pasta                        | Enrique Urbizu           | Azucena                 | Suspense          | 1h 28m   |
| 1992 | Aquí el que no corre, vuela              | Ramón Fernández          | Lola                    | Comedia           | 1h 26m   |
| 1992 | La ardilla roja                          | Julio Médem              | Carmen                  | Drama/Romance     | 1h 54m   |
| 1993 | Rosa Rosae                               | Fernando Colomo          | Rosae                   | Comedia           | 1h 33m   |
| 1994 | Todos los hombres sois iguales           | Manuel Gómez Pereira     | Susana                  | Comedia           | 1h 38m   |
| 1994 | Sálvate si puedes                        | Joaquín Trincado         | Marta                   | Comedia           | 1h 34m   |
| 1995 | Siete mil días juntos                    | Fernando Fernán Gómez    | Angelines               | Comedia           | 1h 40m   |
| 1995 | El seductor                              | José Luis García Sánchez | Merche                  | Comedia           | 1h 33m   |
| 1995 | Cuernos de mujer                         | Enrique Urbizu           | Ana                     | Comedia           | 1h 48m   |
| 1995 | Morirás en Chafarinas                    | Pedro Olea               | Elisa                   | Intriga           | 1h 29m   |
| 1995 | El efecto mariposa                       | Fernando Colomo          | Olivia                  | Comedia           | 1h 45m   |
| 1995 | El palomo cojo                           | Jaime de Armiñan         | Mary                    | Drama             | 1h 54m   |
| 1995 | Boca a boca                              | Manuel Gómez Pereira     | Ángela                  | Comedia           | 1h 46m   |
| 1996 | Bwana                                    | Imanol Uribe             | Dori                    | Drama             | 1h 20m   |
| 1997 | 99´9                                     | Agustí Villaronga        | Lara                    | Intriga/Terror    | 1h 44m   |
| 1998 | La niña de tus ojos                      | Fernando Trueba          | Embajadora              | Drama/Comedia     | 2h 01m   |
| 1999 | Novios                                   | Joaquín Oristrell        | Paz                     | Comedia romántica | 1h 52m   |
| 2001 | Anita no pierde el tren                  | Ventura Pons             | Natalia                 | Drama/Comedia     | 1h 30m   |
| 2001 | Manolito Gafotas en ¡Mola ser jefe!      | Juan Potau               | Cata                    | Comedia           | 1h 32m   |
| 2001 | Tardes de Gaudí                          | Susan Seidelman          | Carmen                  | Drama/Comedia     | 1h 37m   |
| 2002 | El viaje de Carol                        | Imanol Uribe             | Aurora                  | Drama             | 1h 44m   |
| 2003 | Tiempo de tormenta                       | Pedro Olea               | Sara                    | Drama             | 1h 27m   |
| 2003 | El oro de Moscú                          | Jesús Bonilla            | Alejandra               | Comedia           | 1h 48m   |
| 2003 | Los abajo firmantes                      | Joaquín Oristrell        | María Barranco          | Documental/Drama  | 1h 30m   |
| 2004 | Atún y chocolate                         | Pablo Carbonell          | María                   | Comedia           | 1h 40m   |
| 2004 | Franky Banderas                          | José Luis García Sánchez | Chus                    | Comedia           | 1h 32m   |
| 2005 | Lifting de corazón                       | Eliseo Subiela           | Cristina                | Comedia           | 1h 30m   |
| 2006 | Camping                                  | Lluís Arcarazo           | Rosa                    | Comedia           | 1h 29m   |
| 2006 | El carnaval de Sodoma                    | Arturo Ripstein          | Mónica                  | Drama             | 1h 59m   |
| 2007 | Un difunto, seis mujeres y un taller     | Antonio Cuadri           | Adela                   | Comedia           | 1h 30m   |
| 2010 | América, una historia muy portuguesa     | João Nuno Pinto          | Fernanda                | Drama             | 1h 51m   |
| 2010 | Don Mendo Rock ¿La venganza?             | José Luis García Sánchez | Inés                    | Comedia musical   | 1h 45m   |
| 2010 | La vida empieza hoy                      | Laura Mañá               | Nina                    | Drama             | 1h 30m   |
| 2011 | La daga de Rasputín                      | Jesús Bonilla            | Alejandra               | Comedia           | 1h 45m   |
| 2013 | Las brujas de Zugarramurdi               | Álex de la Iglesia       | Anciana Traqueotomizada | Comedia           | 1h 52m   |
| 2016 | La noche de las dos lunas                | Miguel Ferrari           | Eva Soler               | Drama             | 1h 57m   |
| 2017 | Llueven vacas                            | Fran Arráez              | Margarita               | Drama             | 1h 15m   |
| 2020 | Olea... ¡Más Alto!                       | Pablo Malo               | María Barranco          | Documental        | 1h 30m   |
| 2021 | El refugio                               | Macarena Astorga         | Lola                    | Comedia           | 1h 31m   |
| 2023 | Matusalén                                | David Galán Galindo      | Charo                   | Comedia           | 1h 59m   |

## Televisión
| Año         | Serie                         | Rol                      | Canal       | Notas         |
| ----------- | ----------------------------- | ------------------------ | ----------- | ------------- |
| 1982        | Gol... y al Mundial-82        | Azafata                  | La 1        |               |
| 1985        | La comedia musical española   | Doncella / Secretaria    | La 1        | 5 episodios   |
| 1990        | La mujer de tu vida           | Luz                      | La 1        | 2 episodios   |
| 1990        | La forja de un rebelde        | María Jesús              | La 1        | 1 episodio    |
| 1993        | Los ladrones van a la oficina | Luisa Núñez Benavides    | Antena 3    | 1 episodio    |
| 1998        | Señor alcalde                 | Virginia                 | Telecinco   | 18 episodios  |
| 1999        | Ellas son así                 | Ana Rosales              | Telecinco   | 22 episodios  |
| 2004        | La sopa boba                  | Alma                     | Antena 3    | 11 episodios  |
| 2006        | Los Serrano                   | Lucía                    | Telecinco   | 1 episodio    |
| 2006        | Ellas y el sexo débil         | Bárbara                  | Antena 3    | 4 episodios   |
| 2009        | Amar en tiempos revueltos     | Trinidad "Trini" Delgado | La 1        | 2 episodios   |
| 2011        | Hospital Central              | Manuela Montoro          | Telecinco   | 2 episodios   |
| 2017 - 2018 | Amar es para siempre          | Teresa "Tere" Dorado     | Antena 3    | 269 episodios |
| 2020        | Pequeñas coincidencias        | Amparo                   | Prime Video | 5 episodios   |
| 2020        | Servir y proteger             | Julia Muñoz              | La 1        | 10 episodios  |
| 2025        | Manual para señoritas         | Doña Paquita             | Netflix     | 8 episodios   |

## Teatro
- La venganza de Don Mendo (1982)
- Los ladrones somos gente honrada (1986)

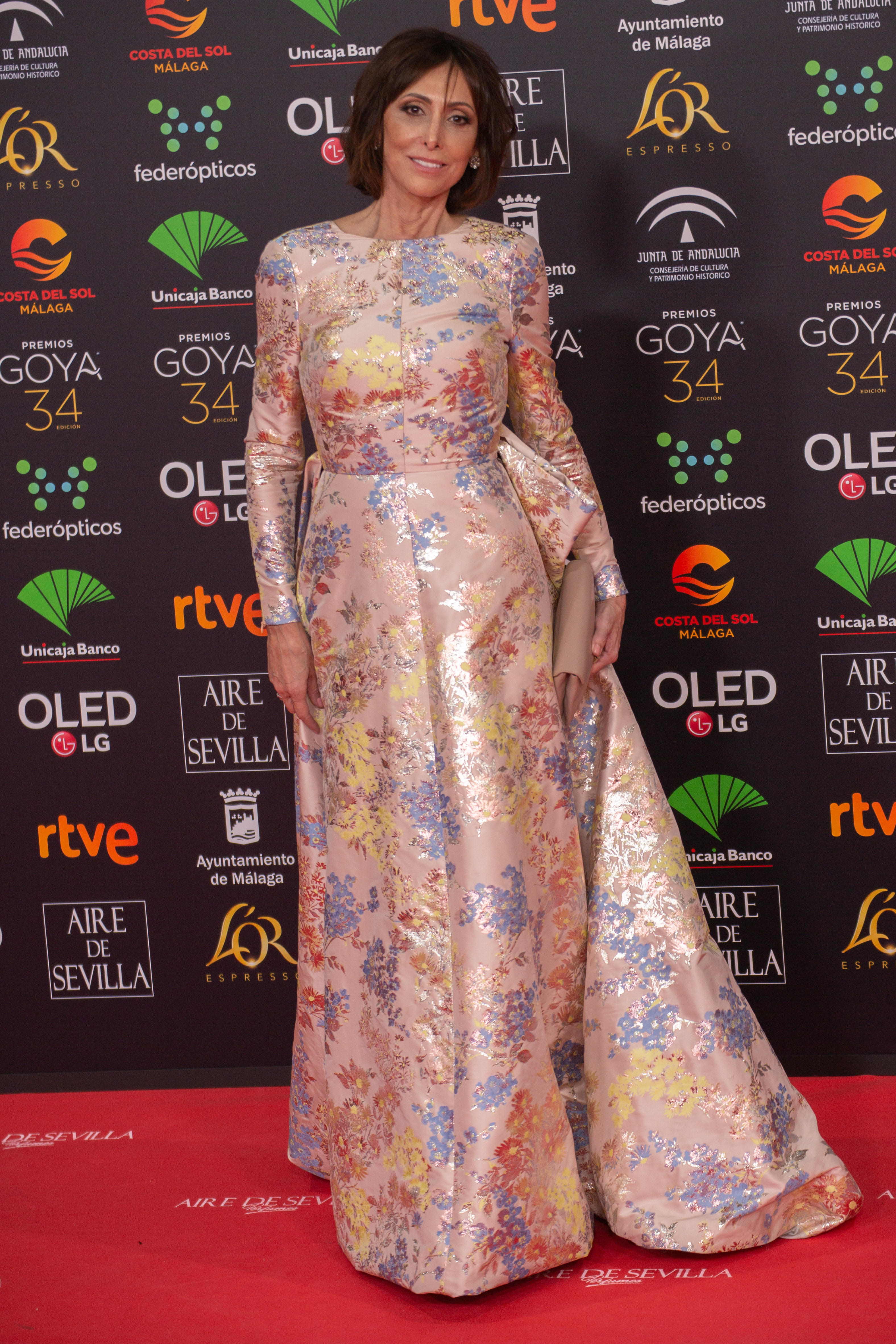
María Barranco en la alfombra roja de la ceremonia de entrega de los Premios Goya 2020, celebrados en Málaga.

- Algo en común (1996)
- Móvil (2007)
- Adulterios (2009)
- Tócala otra vez, Sam (2010)
- Cancún (2014)
- Legionaria (2015)
- La comedia de las mentiras (2017)

## Premios y candidaturas
Premios Anuales de la Academia "Goya"
| Año  | Categoría                                | Película                                 | Resultado |
| ---- | ---------------------------------------- | ---------------------------------------- | --------- |
| 1993 | Mejor interpretación femenina de reparto | La ardilla roja                          | Nominada  |
| 1991 | Mejor interpretación femenina de reparto | El rey pasmado                           | Nominada  |
| 1990 | Mejor interpretación femenina de reparto | Las edades de Lulú                       | Ganadora  |
| 1989 | Mejor interpretación femenina de reparto | Las cosas del querer                     | Nominada  |
| 1988 | Mejor interpretación femenina de reparto | Mujeres al borde de un ataque de nervios | Ganadora  |

Fotogramas de Plata
| Año  | Categoría            | Película                                                    | Resultado |
| ---- | -------------------- | ----------------------------------------------------------- | --------- |
| 1990 | Mejor actriz de cine | Don Juan, mi querido fantasma Las edades de Lulú            | Nominada  |
| 1988 | Mejor actriz de cine | Mujeres al borde de un ataque de nervios Tu novia está loca | Nominada  |

Unión de Actores
| Año  | Categoría                               | Película        | Resultado |
| ---- | --------------------------------------- | --------------- | --------- |
| 1993 | Mejor interpretación secundaria de cine | La ardilla roja | Nominada  |

Otros
- Premios Sant Jordi y ACE (Nueva York) por Mujeres al borde de un ataque de nervios (1988)
- Medalla de oro de la ciudad de Málaga (2005)
- Premio José Sacristán de la Semana de Cine de Melilla (2023)[2]